# Grand Combin
El Grand Combin, cuya cima más alta alcanza los 4.314 m s. n. m., se encuentra en los Alpes Peninos occidentales, entre el valle di Bagnes y el val de Entremont, en los territorios de los municipios de Bagnes, Liddes y Bourg-Saint-Pierre (Valais, Suiza).

## Características

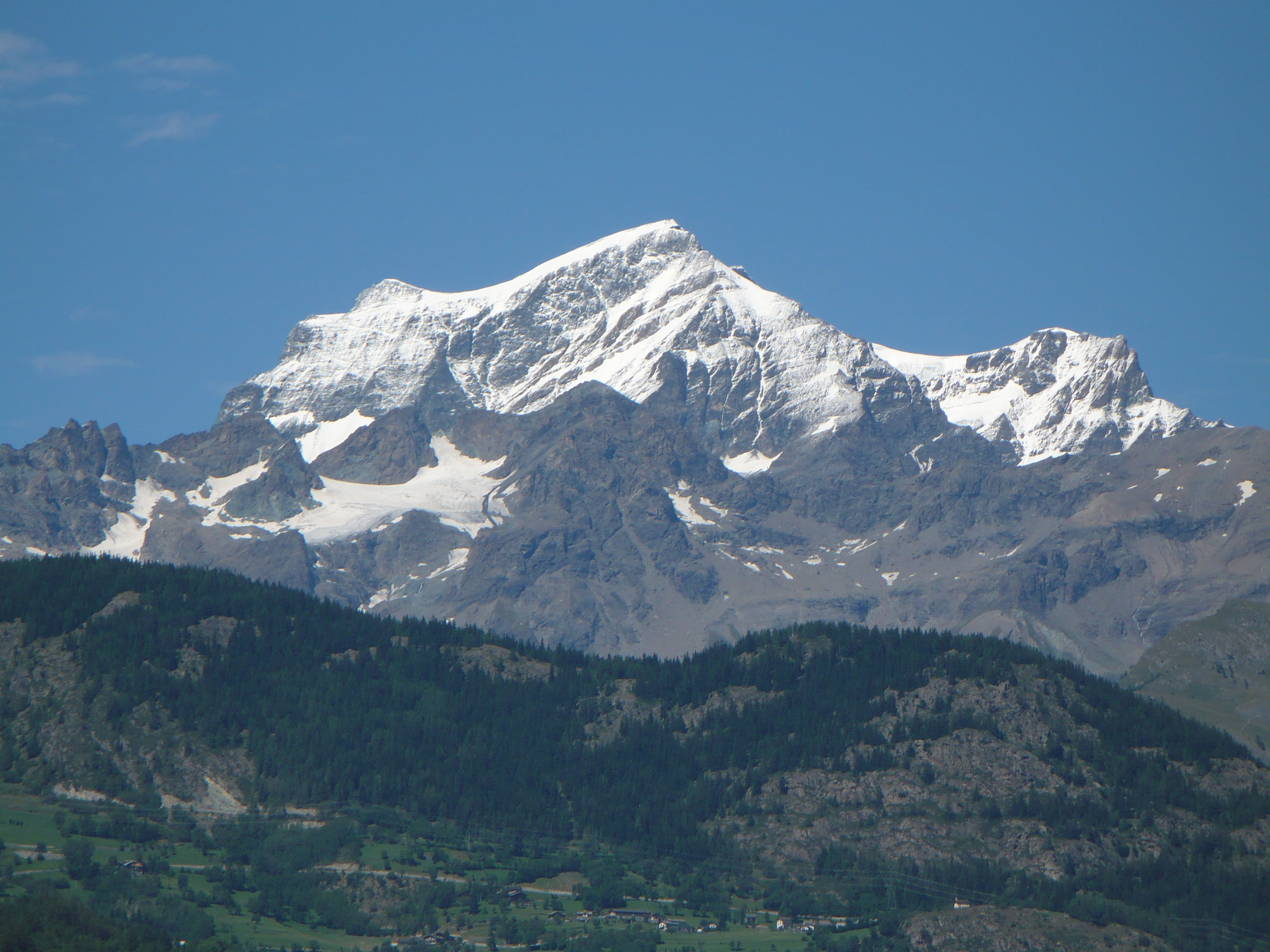
El Grand Combin visto desde la vertiente italiana. El Combin de Valsorey se encuentra a la izquierda y el Combin de la Tsessette a la derecha. En el medio se encuentra el Combin de Grafeneire.

Está alejado de los otros cuatromiles de los Alpes Peninos y es un majestuoso macizo aislado que se alza de repente al norte de la cresta de la frontera italo-suiza, formando un enlace entre los macizos más elevados de los Peninos y el grupo del Mont Blanc.
Son tres las cimas que componen la parte más alta de la montaña:
- el Combin de Grafeneire (4.314 m).[1]
- el Combin de Valsorey (4.184 m).[2]
- el Combin de la Tsessette (4.141 m).[3]

El Combin de Grafeneire (4.314 m) es la segunda cima más alta de la Romandía.
Según la clasificación SOIUSA, el Grand Combin forma un Grupo con el código I/B-9.I-B.4. Forma parte del gran sector de los Alpes del noroeste, sección de los Alpes Peninos, subsección Alpes del Grand Combin, supergrupo Cadena Grand Combin-Monte Velàn.

## Primeras ascensiones

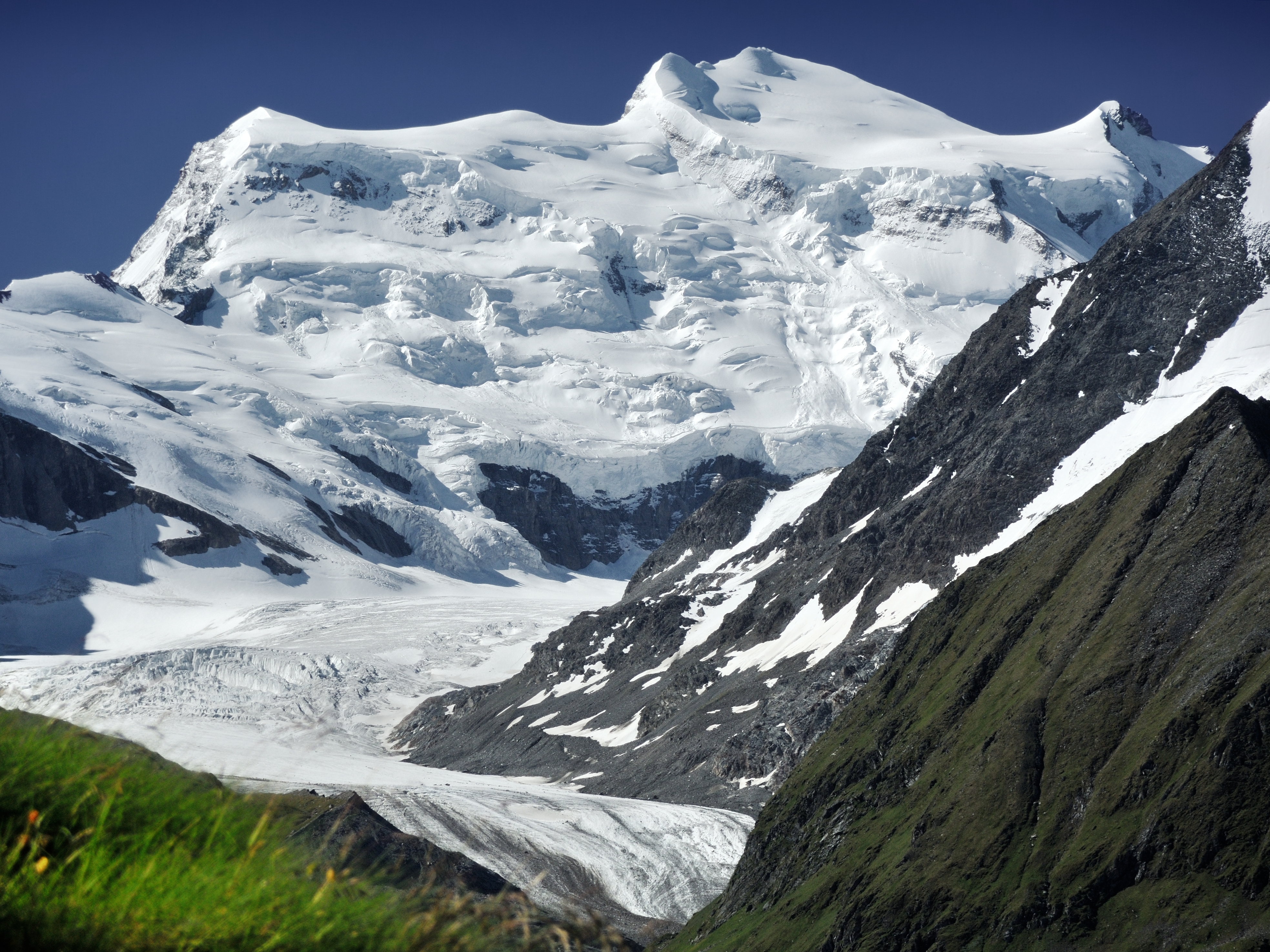
El Grand Combin y el glaciar de Corbassière visto desde el norte.

- El Combin de Grafeneire fue escalado el 30 de julio de 1859 por: C. Sainte Claire de Ville Daniel, Emanuel y Gaspard Balleys, B. Dorsaz.
- El Combin de Valsorey el 16 de septiembre de 1872 por J.H.Isler y J. Gilliez.
- El Combin de la Tsessette el 21 de julio de 1894 por E.F.M. Benecke y H.A. Cohen.

## Refugios alpinos
Para facilitar el ascenso a la cima y el excursionismo de alta cota en torno al monte están construidos algunos refugios alpinos:
- Refugio Franco Chiarella all'Amianthe - 2.979 m (en Italia)
- Cabaña de Valsorey - 3.030 m (en Suiza)
- Cabaña de Panossière - 2.645 m (en Suiza)
- Cabaña de Chanrion - 2.462 m (en Suiza)
- Vivac Biagio Musso - 3.664 m (en Suiza).